# Енгелана
Енгелана или Енхелана (на македонска литературна норма: Енгелана) е археологически обект, намиращ се на 5 km северозападно от град Охрид, Република Македония, над скалната православна църква „Свети Еразъм“ – на западните склонове на планината Галичица. Обектът често е наричан от пресата в страната Македонската Микена заради руините на циклопския градеж намиращи се на мястото на археологическия обект.

## Описание и особености
Според археологическите проучвания монументалният градеж датира от IV век пр. Хр. и е бил престолен град на племето енхелейци (енгелани) – по-късно наричани дасарети, които са населявали района около днешния град Охрид в древността и са граничили на запад с териториите на илирите. Според македонския археолог Паско Кузман въпросното племе не е илирийско или древногръцко, а е част от етническите субстрати, от които по-късно се създава македонският етнос. Смята се, че енхелейците са основали градовете Лихнида (предшественик на днешния град Охрид) и Енхалон (вероятно днешния град Струга).
Предполага се, че твърдината е играела стратегическа роля по време на войната на Филип Македонски с илирите през 358 г. пр. Хр.

## Археологически проучвания
През 1931 – 1932 г. са извършени първите частични археологически разкопки на циклопските градежи от немския археолог Вилхелм Унферакт и от югославския археолог Миодраг Гърбич (Народен музей на Белград). Археолозите проучват най-високата част на крепостта, където се смята че е пребивавал владетелят със свитата си, както и западните стени на градежа, които са били подсилени с шест мощни монументални кули, изградени от мегалитни каменни блокове с размери 1,80 х 0,90 m.
През 1975 – 1976 г. под циклопския градеж на укреплението са открити основите на раннохристиянска базилика и некропол.